# Праздники Сингапура

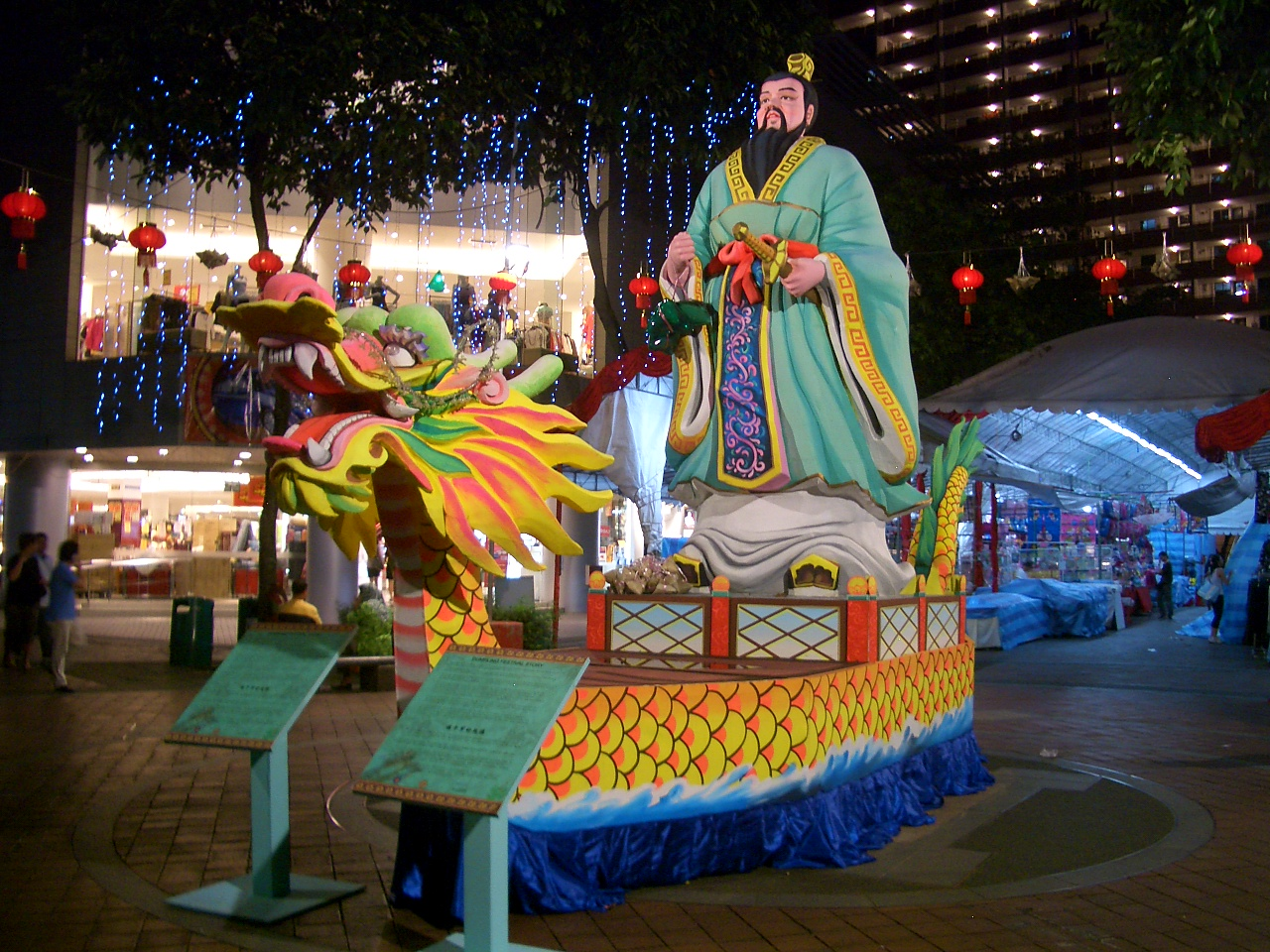
Цюй Юань в драконьей лодке, украшающий одну из центральных площадей Сингапура на Праздник драконьих лодок

Праздники Сингапура отражают культурное и религиозное разнообразие страны. В списке 11 основных государственных праздников есть буддийский весак, китайский и «европейский» новый год, индуистский дипавали, мусульманские праздники хари райя пуаса и хари райя хаджи (соответственно ураза-байрам и курбан-байрам), и христианское (протестантское и католическое) рождество. Этот утверждённый на государственном уровне список отражает взвешенный подход к религиозно-этническому составу Сингапура и не включает полный список праздников, отмечаемых каждым отдельным сообществом.

## Государственные праздники
Утвержденные на государственном уровне выходные дни закреплены Законом о праздниках.
В случае, если такой праздник совпадает с воскресеньем, выходным объявляется следующий день. Президент наделён властью объявлять выходным любой день вместо дня государственного праздника или дополнительно (в том случае, когда два праздника выпадают на одно число, что возможно, учитывая разницу в индуистском, китайском традиционном, мусульманском и европейском календарях). 

### Государственные праздники (выходные) в 2010
| Дата           | Русское название                            | Английское                                    | Китайское | Малайское                      | Тамильское  | Примечания |
| -------------- | ------------------------------------------- | --------------------------------------------- | --------- | ------------------------------ | ----------- | --- |
| 1 января       | Новый год                                   | New Year’s Day                                | 元旦/新年 | Tahun Baru                     | புத்தாண்டு       | |
| 14—15 февраля* | Первый и второй день китайского Нового года | First and second days of the Chinese New Year | 农历新年  | Tahun Baru Cina/Hari Raya Cina | சீனப் புத்தாண்டு   | Дата варьируется от года к году, поскольку устанавливается по китайскому календарю (на первый и второй день первого месяца соответственно).                                                |
| 2 апреля       | Страстная пятница                           | Good Friday                                   | 受难节    | Hari Jumaat Agung              | புனித வெள்ளி     | Дата варьируется, день приходится на пятницу перед первым пасхальным полнолунием, следующим за весенним равноденствием. Христианский праздник.                                             |
| 1 мая          | День труда/Первое мая                       | Labour Day/May Day                            | 劳动节    | Hari Buruh                     | தொழிலாளர் தினம்   | В честь экономических и общественных достижений трудящихся. |
| 28 мая         | Весак                                       | Vesak Day                                     | 卫塞节    | Hari Wesak                     | விசாக தினம்     | Дата варьируется, устанавливается по китайскому традиционному календарю (где приходится на 15 день 4 месяца). Праздник в честь рождения, просветления и ухода в паринирвану Гаутамы Будды. |
| 9 августа      | День независимости                          | National Day                                  | 国庆日    | Hari Kebangsaan                | தேசிய தினம்     | Праздник в честь обретения Сингапуром независимости. |
| 10 сентября    | Хари райя пуаса                             | Hari Raya Aidilfitri/Hari Raya Puasa          | 开斋节    | Hari Raya Puasa                | நோன்புப் பெருநாள்   | Дата варьируется, устанавливается по мусульманскому календарю. Отмечается по случаю окончания Рамадана.                                                                                    |
| 5 ноября**     | Дипавали                                    | Diwali/Deepavali                              | 屠妖节    | Hari Deepavali                 | தீபாவளித் திருநாள்  | Дата варьируется, устанавливается по индуистскому календарю. Праздник в честь возвращения Рамы в Айодхью после победы над царём демонов Раваной.                                           |
| 17 ноября      | Хари райя хаджи                             | Eid al-Adha/Hari Raya Haji                    | 哈芝节    | Hari Raya Haji                 | ஹஜ்ஜிப் பெருநாள்   | Дата варьируется, устанавливается по мусульманскому календарю. Мусульманский праздник в честь готовности Ибрагима принести в жертву Аллаху своего сына Измаила.                            |
| 25 декабря     | Рождество                                   | Christmas                                     | 圣诞节    | Hari Krismas/Hari Natal        | கிறிஸ்துமஸ் பண்டிகை | Христианский праздник |

Приведённая информация взята с сайта Public holidays 2010, Министерства занятости, 2009-06-08, Архивировано 22 февраля 2010, Дата обращения: 29 октября 2009.

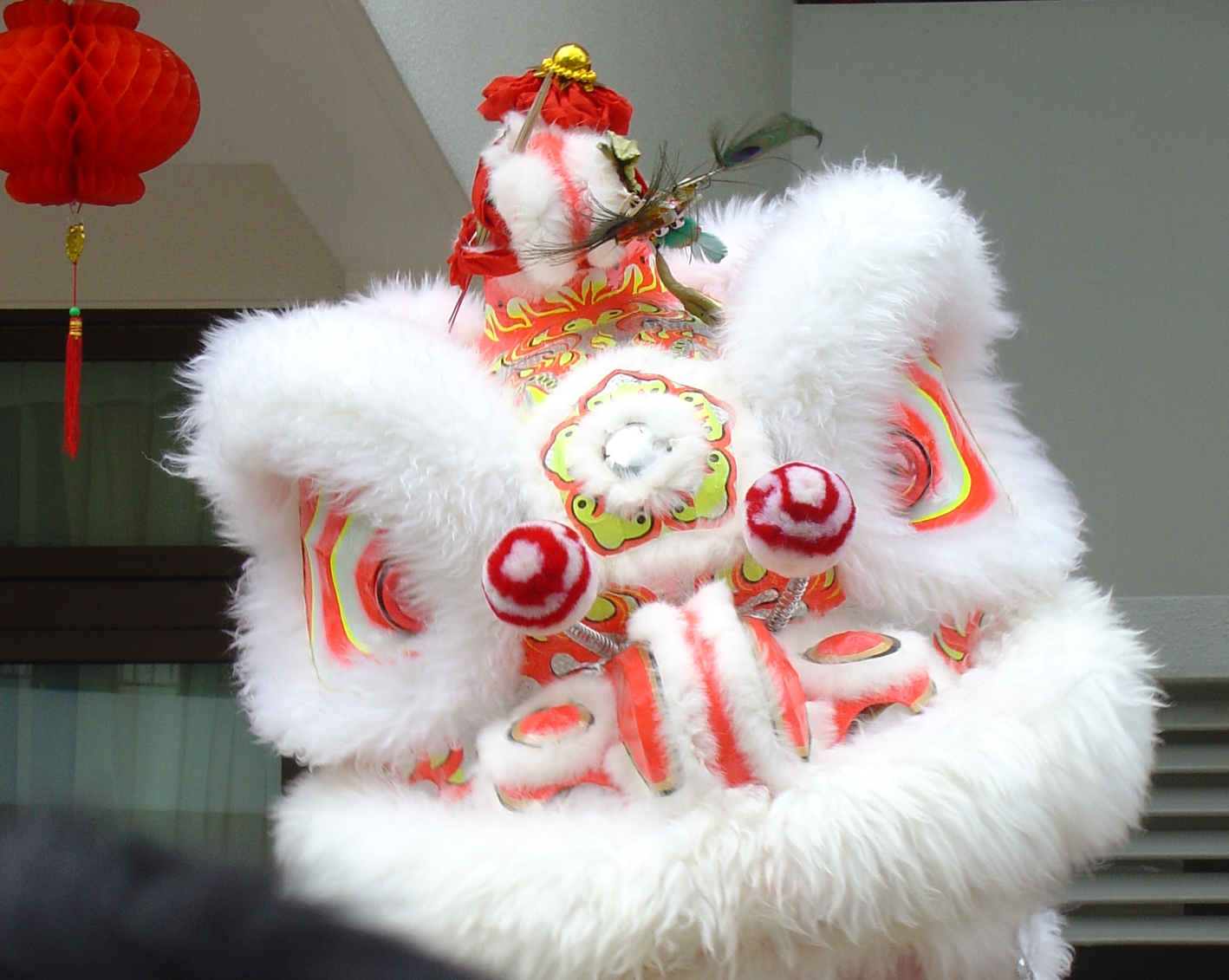
Львиный танец (фрагмент) на китайский новый год
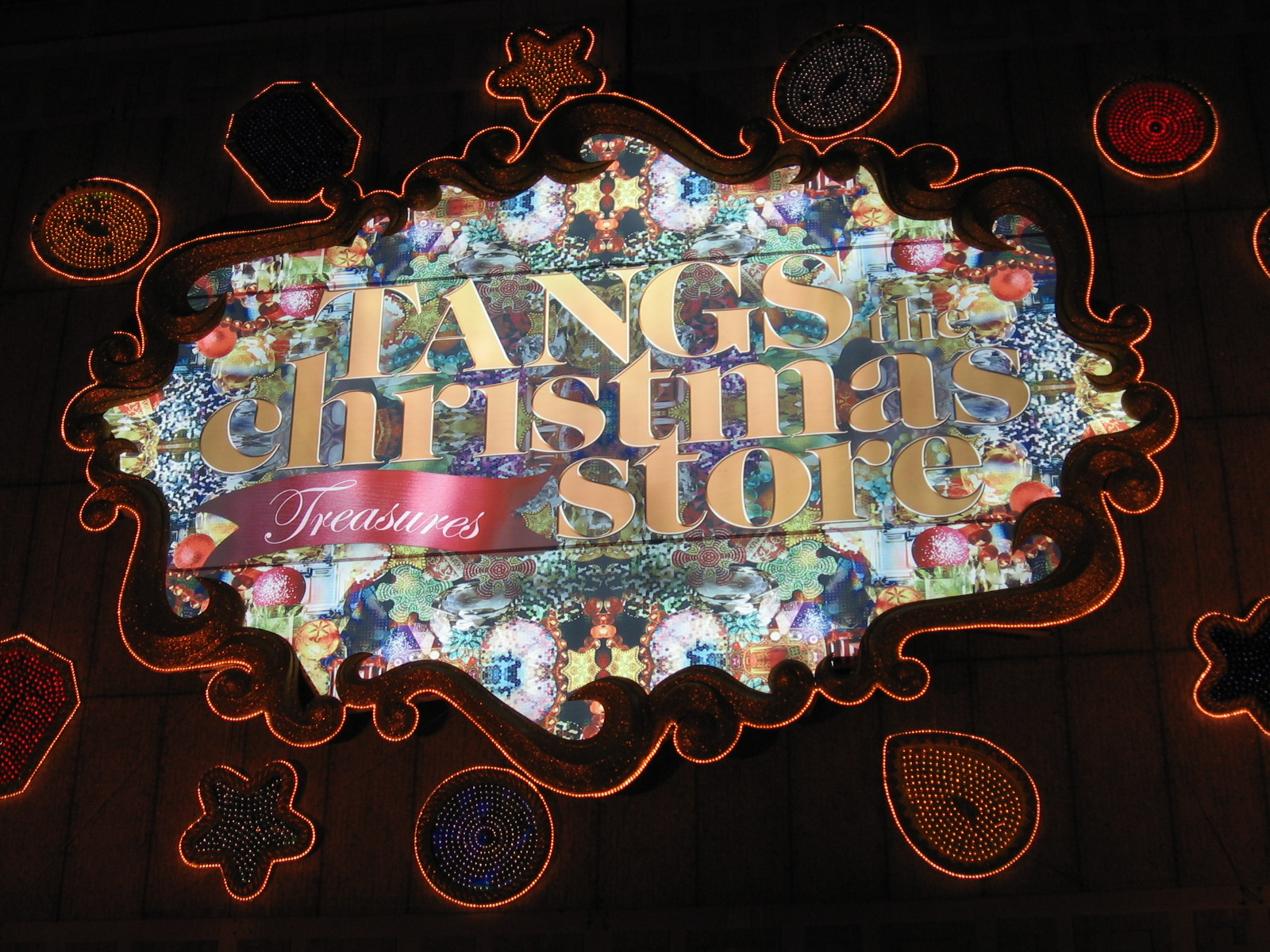
Сингапурская розничная торговля готовится к Рождеству Христову
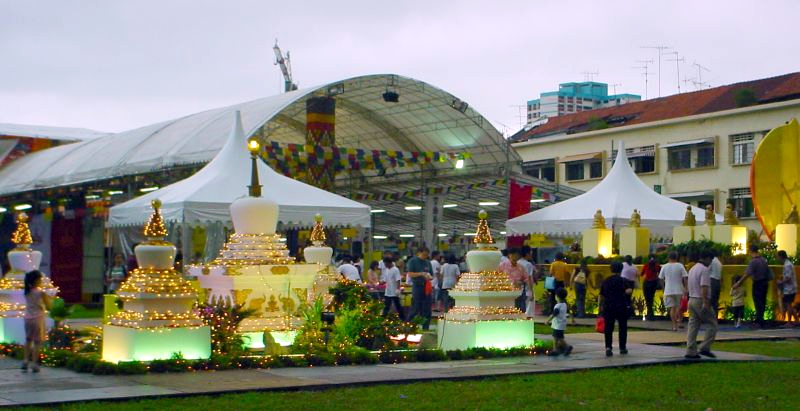
Праздник Весак
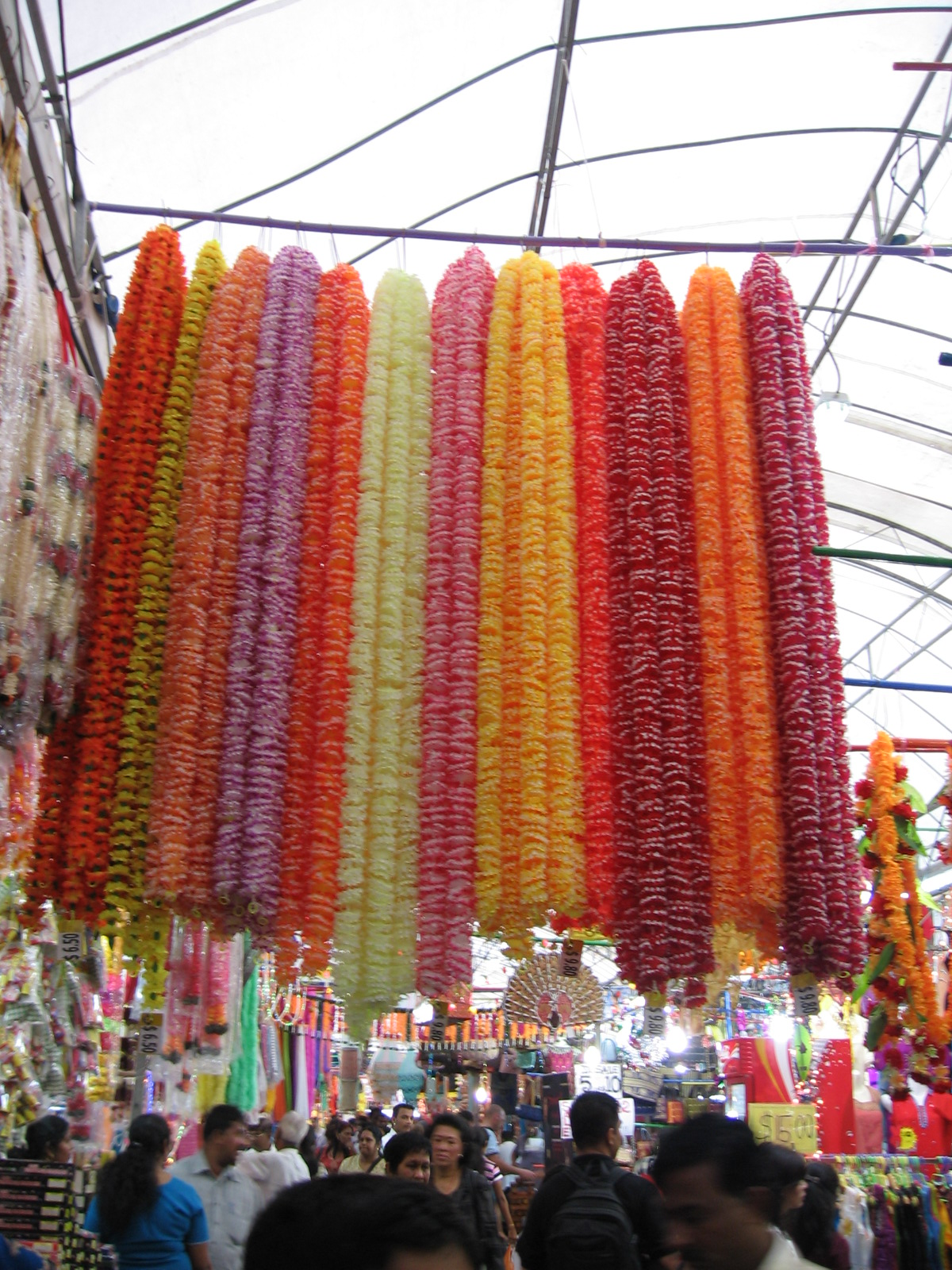
На улицах сингапурской «Маленькой Индии» на Дипавали
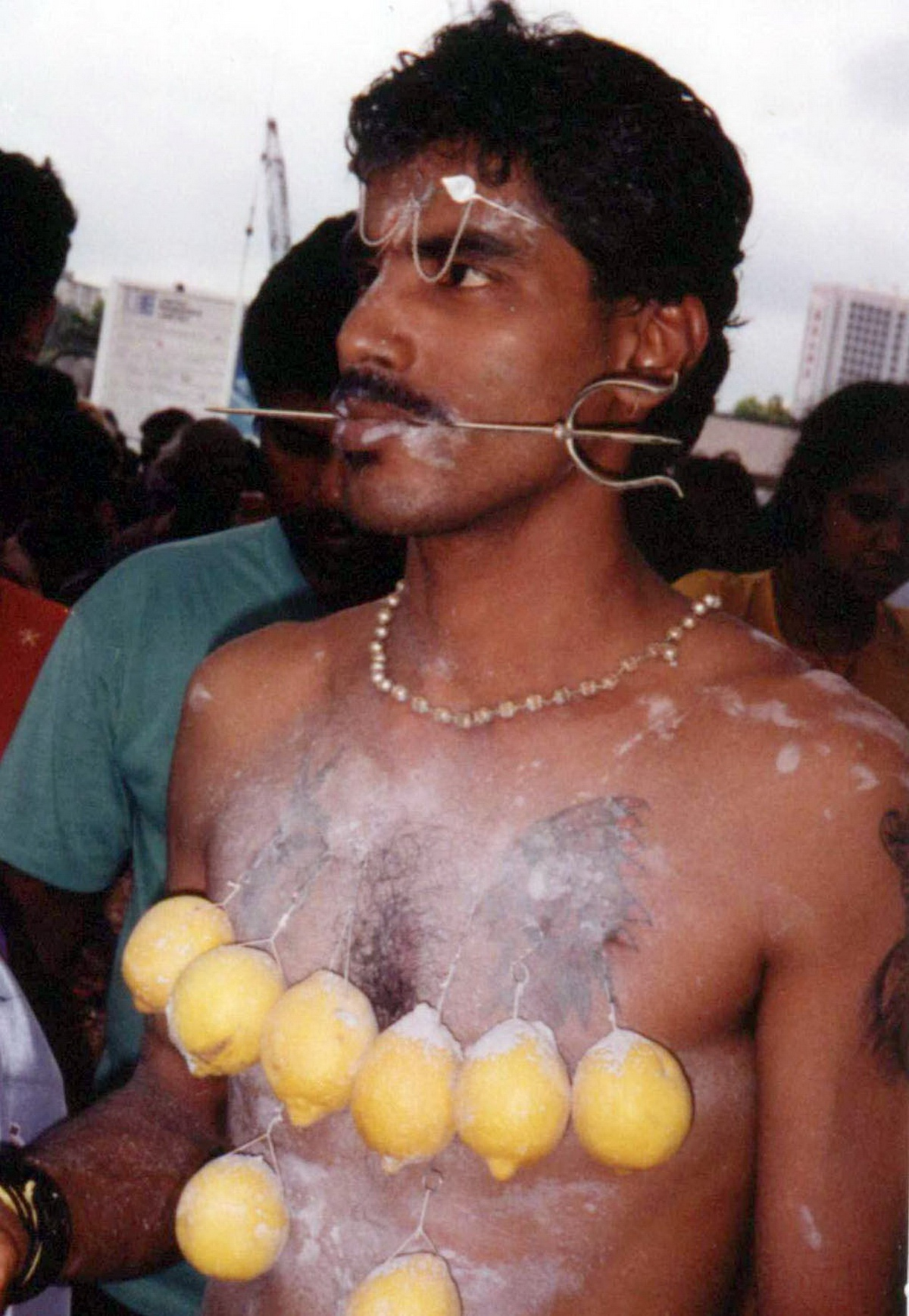
Участник парада на праздник Тайпусам
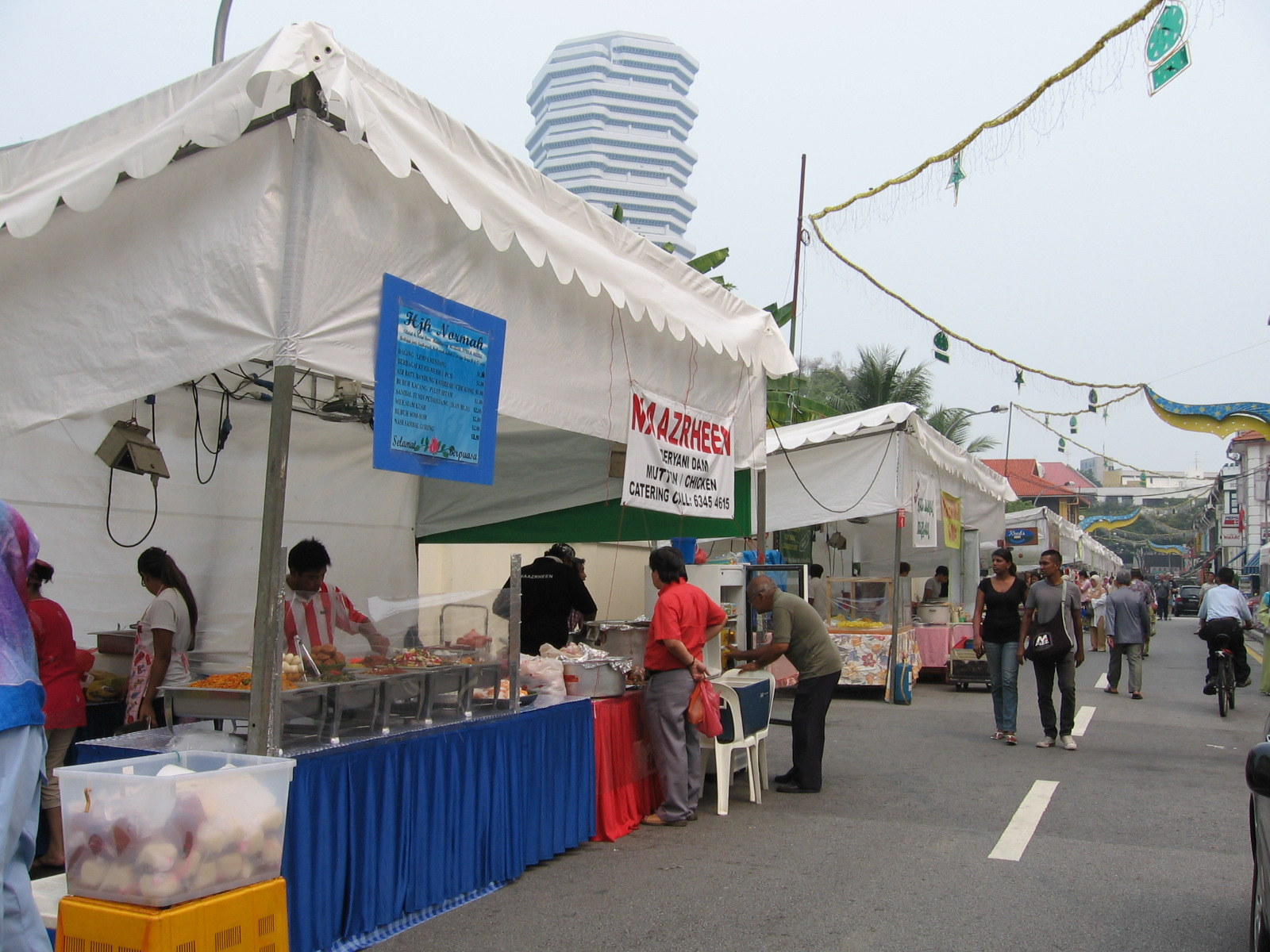
Закусочные ряды на Хари райя пуаса